# Герб Шумська
Герб Шумська — офіційний символ міста Шумськ, райцентру Тернопільської області, в Україні.
Сучасний герб затверджений 13 квітня 1999 р. рішенням №4 сесії міської ради.

## Опис
В синьому щиті срібний пергамент, на якому чорний човен вліво, над ним три зелені ялини, середня вище і попереду, а знизу - чорними літерами "1149". Щит обрамований вінком із золотих колосків і зелених дубових гілок, перевитих синьо-жовтою стрічкою і скріплених червоним круглим щитком із золотим двузубцем.